# Грешник (роман)
Грешник је, хронолошки, први роман у трилогији Време зла, српског књижевника Добрице Ћосића, штампан 1985. године. Може се сместити између Корена и Деоба. Роман је испричан из перспектива више јунака, пре свега Ивана Катића, сина републиканца Вукашина Катића, односно, унука Аћима Катића, сеоског радикала. Остали јунаци овог романа су Иванов отац, Вукашин, његова сестра Милена, њен син Владимир, њихов даљи рођак Најдан, као и руски комуниста херцеговачког порекла, Петар Бајевић.

## Радња
Радња се може сместити у временске границе од краја Првог светског рата, па до почетка Другог, прецизније одређено, до Београдског Гран Прија, чије ће одвијање Ћосић детаљно описати.
Прича која доминира је исповест Ивана Катића, његова интроспекција и писање аутобиографије, као разочараног комунисте, оптуженог за троцкизам, и то од стране његовог старог пријатеља и зета, Богдана Драговића. Иван почиње своју причу од ратног заробљеништва, до тренутног времена.
Друга прича јесте љубавна авантура између Милене Катић и Петра Бајевића.
Трећа доминантна фабула јесте управо припрема и одвијање саме аутомобилске трке, последње пред рат.